# Physcius prescutellaris
Physcius prescutellaris là một loài bọ cánh cứng trong họ Mycteridae. Loài này được Pic miêu tả khoa học năm 1936.